# Сержіо Мароне
Сержіо Пассарелла Мароне (нар. 4 лютого 1981, Сан-Паулу, Бразилія) — бразильський актор.

## Біографія
Навчався на правничому факультеті, відвідував майстер-класи групи TAPA та «Teatro Escola Macunaíma» в SP.
Перша поява актора на телебаченні відбулася у 2001 році у телевізійній мильній опері «Globo TV», в ролі таємничого Сантьяго, який захистив персонажа Кристал (Сенді) від лиходія Чарльза (Родріго Санторо).
У 2001 році він отримав свою першу роль Сесеу в серіалі Клон" (2001).
Серіал мав шалений успіх та дав актору можливість опинитися на вершині рейтингу акторського складу TV Globo.
У 2002 році він дебютував у театрі в комедії «Таємниці, які є лише у чоловіків», екранізованій Бруно Маццео та Евандро Мескітою.
У 2003 році знявся у ролі Віктора у проєкті «Malhação», дитячому серіалі TV Globo. Після закінчення зйомок, він повернувся до театру, щоб зіграти у суперечливій комедії Лауро Сезара Муніса «Святе дитя» режисера Луїса Артура Нуньєса разом із Роберто Бомтемпо та Хосе де Абреу.
У 2006/2007 роках він поставив «Escravas do Amor», адаптацію та постановку Жоао Фонсеки з хронік Сюзани Флаг (Нельсон Родрігес). Мароне був співпродюсером двомісячного спеціального сезону шоу в Леблоні в січні та лютому 2007 року, отримавши таким чином свій перший досвід як актор/продюсер.
У 2006 році він повернувся на телебачення, знявшись у фільмі «Кобра та Лагартос», в останніх частинах якого зіграв Мігеля, хлопця Летісії (Клео Пірес).
Також у 2006 році відбувся його кінодебют у фільмі «Мрії та бажання» в ролі Васлава, танцюриста, який покинув своє мистецтво, щоб присвятити себе боротьбі з диктатурою разом зі своїм другом Сауло (Феліпе Камарго). Фільм режисера Марсело Сантьяго пройшов кілька фестивалів, отримавши 2 призи в Gramado.
В 2011 році він зіграв свого третього персонажа-лиходія, Маркоса у проєкті «Morde &amp; Assopra».
В 2012 році навіть без контракту з Rede Globo він взяв участь у новелі «Malhação», де він уже працював.
У 2012 і 2013 роках брав участь у конкурсі «Міс Бразилія», який транслювався Band.

## Фільмографія
| 2006 рік | O Dono do Mar                            |                 |
| 2006 рік | Sonhos e Desejos                         | Васлав          |
| 2012 рік | Penetras de luxo                         |                 |
| 2014 рік | Бала Сем Номе                            | Ele mesmo       |
| 2014 рік | Por Isso Eu Sou Vingativa                | Августо         |
| 2014 рік | Prometo Um Dia Deixar Essa Cidade        | Гюго            |
| 2009 рік | Flordelis — Баста ума Палавра пара Мудар | Алан            |
| 2016 рік | Десять заповідей: фільм                  | Рамзес          |
| 2016 рік | Jesus Kid                                |                 |
| 2016 рік | O Jovem Messias                          | Дубладорес Хосе |
| 2017 рік | Мій маленький поні: фільм                | Рей Сторм       |

| Телесеріали | Телесеріали               | Телесеріали                   |
| Рік         | Назва                     | Роль                          |
| ----------- | ------------------------- | ----------------------------- |
| 2001        | Estrela-Guia              | Cантьяго/Фернандо             |
| 2001 2002   | Клон                      | Маурісіо Вальверде (Сесеу)    |
| 2003        | Malhação                  | Віктор Коррея Аморін          |
| 2004 2005   | Como uma Onda             | Рафаель Прата (Рафа)          |
| 2006        | Cobras &amp; Lagartos     | Мігель                        |
| 2007        | Paraíso Tropical          | Умберто                       |
| 2008        | Casos e Acasos            | Variação de personagens       |
| 2009 2010   | Caras &amp; Bocas         | Ніколас Сілвейра Лонтра (Нік) |
| 2011        | Morde &amp; Assopra       | Маркос де Соуза               |
| 2012        | Malhação                  | Лупе/Лобо                     |
| 2014        | As Canalhas               | Сід                           |
| 2014        | Por Isso Eu Sou Vingativa | Аугусто                       |
| 2014        | Sexo e as Negas           | Enéas                         |
| 2015        | Os Dez Mandamentos        | Ramses                        |
| 2016        | Família Record            | Ведучий                       |
| 2017        | Hoje em Dia               | Ведучий                       |
| 2017        | Dancing Brasil            | Репортер                      |
| 2017        | Apocalipse                | Рікардо                       |